# Miagrammopes oblongus
Miagrammopes oblongus es una especie de araña araneomorfa del género Miagrammopes, familia Uloboridae. Fue descrita científicamente por Yoshida en 1982.
Habita en Taiwán y Japón.